# 埃利亚斯·奥马尔松
伊利亞斯·奧馬臣(Elías Már Ómarsson，出生於1995年1月18日）是冰島的職業足球運動員，司職前鋒，現效力於荷甲球隊精英隊。

## 外部連結
- Profile at ksi.is